# 耶律合住
耶律合住（929年—979年），字粘衮。辽国将领。辽太祖弟耶律迭剌之孙。宋朝史书中作耶律昌术或耶律琮，名又作昌术、昌主。
耶律合住初以近族入侍，每从征伐有功。十五岁时，随辽太宗南征后晋。后晋灭亡，开府库，只有他不取珍宝。辽世宗、辽穆宗时，他弃官回乡。辽景宗保宁二年（970年）七月，拜崇禄大夫、检校太保、右羽林大将军兼御史大夫。次年，加右龙虎卫上将军。保宁五年（973年）复拜涿州刺史，西南兵马都监。久任边防，晓畅戍政，务镇静，不妄生事以邀近功。保宁六年（974年）三月，获准与北宋约和，致书宋将孙全兴，建议双方“重修旧好，长为与国”。和议成，拜左卫上将军。边境稍安，时人称赞：“合住一言，贤于数千万兵。”不久，因目睹前规宠厚易祸，乃奉身隐退，致仕。当时结衔为：推忠奉国佐运功臣、镇国军节度使、华商等州观察使、特进、检校太师、兼侍中、使持节华州诸军事、行华州刺史、上柱国。后遥摄镇国军节度使卒。保宁十一年（979年）葬马盂山（今内蒙古喀喇沁旗鸽子洞沟）。时人称赞：“合住一言，贤于数千万兵。”

## 延伸阅读
[在维基数据编辑]
 《遼史/卷86》，出自脱脱《遼史》